# Hanlan's Point Stadium
Le Hanlan's Point Stadium est un ancien stade de baseball et de crosse de la ville de Toronto, en Ontario, au Canada. Construit en 1897 sur les îles de Toronto, il devient le domicile des Maple Leafs de Toronto, club de baseball mineur ayant évolué en Ligue internationale.
Il a été endommagé par incendie à deux reprises, l'une en 1903 et l'autre en 1909.